# Jean Cabannes (physicien)
Pour les articles homonymes, voir Jean Cabannes, Cabannes et Paul Cabannes.
Jean Cabannes, né le 12 août 1885 à Marseille et mort le 31 octobre 1959 à Saint-Cyr-sur-Mer (Var), est un physicien français spécialisé en optique.

## Biographie
Habitant dans la ville de Limoges, son père, Antoine Cabannes (1844-?) est employé en tant qu'économe au lycée de la ville et sa mère, née Marie Louise Pauline Jourdan (1857-?), donnent naissance à Jean.
Après ses études au lycée de Nice, il entre à l'École normale supérieure en 1906, la même année que Georges Bruhat (1887-1945). Il est reçu au concours d'agrégation de physique en 1911.
De 1910 à 1914, Jean Cabannes est préparateur à la faculté des sciences de l'université de Marseille et rejoint le laboratoire de Charles Fabry (1867-1945) où il prépare une thèse pour le doctorat ès sciences sur la diffusion de la lumière par les molécules atmosphériques. Durant la Première Guerre mondiale, il est, avec Émile Borel (1871-1956), affecté en Champagne à la section de repérage par le son utilisant le système inventé par Pierre Weiss (1865-1940) et Aimé Cotton (1869-1951).
En 1919, il retourne à Marseille afin d'achever sa thèse, qu'il soutient en 1921. Elle porte sur la vérification expérimentale de la loi de Rayleigh et s'intitule « Sur la diffusion de la lumière par les molécules des gaz transparents ».
Le 29 mars 1921, il épouse Marie Fabry (1893-1976), fille du mathématicien Eugène Fabry (1856-1944) et nièce du physicien Charles Fabry (1867-1945). De leurs unions naissent quatre enfants, dont en particulier le mathématicien Henri Cabannes (1923-2016). Il est aussi l'arrière grand-père de l'humoriste français Paul Cabannes.
Il est nommé en 1920 maître de conférences de physique à la faculté des sciences de l'université de Montpellier, où il étudie la diffusion Raman. Il obtient le titre de professeur sans chaire en 1924 puis la chaire de physique le 25 octobre 1925.
Nommé maître de conférences de physique, attaché à la chaire d'enseignement de la physique de Charles Fabry, à la faculté des sciences de l'université de Paris en 1937, il y obtient le titre de professeur sans chaire en 1938 puis succède à Aimé Cotton comme professeur titulaire de physique générale et directeur du laboratoire des recherches physiques.
Il succède à Paul Montel comme doyen de 1946 à 1949. En 1952, il est élu membre de l'Académie des sciences puis président du Bureau des longitudes en 1956 et 1957.
Il préside la Société astronomique de France de 1951 à 1953.
Frappé par la maladie une année avant sa retraite, Jean Cabannes décède le 31 octobre 1959 à Saint-Cyr-sur-Mer.

## Distinctions
Il reçut le prix Félix-Robin de la Société française de physique en 1924 et fut, en 1951, le premier lauréat du prix des trois physiciens, fondé par l'ENS pour honorer la mémoire d'Henri Abraham, Eugène Bloch et Georges Bruhat.
Les distinctions sont honorées par le ministère de l’Éducation nationale :
- 1933 :  Chevalier de la Légion d'honneur le 30 décembre[11] ;
- 1946 :  Officier de la Légion d'honneur le 27 septembre[12] ;
- 1952 :  Commandeur de la Légion d'honneur le 6 février[13].

## Publications
- [1921] Université de Paris (1896-1968). Faculté des sciences, Sur la diffusion de la lumière par les molécules des gaz transparents (Thèse de doctorat), Paris, Masson, 1921, 154 p., 22 cm (OCLC 493521904, SUDOC 089078470, présentation en ligne).
- [1929] Cabannes et Yves Rocard (collab.), La diffusion moléculaire de la lumière, vol. 16, Paris, PUF, coll. « Recueil des conférences-rapports de documentation sur la physique », 1929, 326 p., in-8° (OCLC 490034057, BNF 31229341, SUDOC 007393253, présentation en ligne, lire en ligne ).
- [1930] Anisotropie des molécules ; Effet Raman : conférences faites au Conservatoire national des arts et métiers les 2 et 3 mai 1930, vol. 11, Paris, Hermann et Cie, coll. « Conférences d'actualités scientifiques et industrielles », 1930, 66 p., in-8° (OCLC 459014917, BNF 31895577, SUDOC 082245320, présentation en ligne).
- [1937] Notice sur les travaux scientifiques, Montpellier, Imp. de la Charité, 1937, 60 p., in-8° (OCLC 31702711, BNF 31895584, SUDOC 031501958, présentation en ligne, lire en ligne).
- [1943] Université de Paris (Conférence faite au Palais de la découverte le dimanche 20 octobre 1940), Le Bleu du ciel, Paris, Palais de la découverte, 1943, 18 p., 18 cm (OCLC 26671367, BNF 31895578, SUDOC 015369293, présentation en ligne).
- [1947] Cabannes, Jean Dufay (collab.) et Tcheng Mao-Lin (collab.) (Extrait des comptes rendus de l'Académie des sciences), Relations entre l'activité solaire et la luminescence de la haute atmosphère terrestre, Paris, Gauthier-Villars, coll. « Observatoire de Haute-Provence », 1947, 3 p., in-4° (OCLC 493073425, SUDOC 115064494, présentation en ligne).

## Postérité
On a donné son nom à un cratère de la face cachée de la Lune, le cratère Cabannes.